# Sunu...
Sunu... (fl. XVIII-XVII secolo a.C.) è stato un sovrano egizio, inserito nella XIV dinastia, di cui si conosce solo tale parte del suo nome.

## Biografia
Questo sovrano, come molti altri della stessa dinastia, è conosciuto solamente attraverso il Canone Reale.
L'analisi stilistica dei glifi utilizzati nella scrittura del nome di questo sovrano, ed anche il possibile significato del nome stesso,  hanno portato gli egittologi che hanno studiato il Canone Reale a proporre l'ipotesi che si tratti di un nome fittizio ossia corrispondente ad un sovrano mai esistito ed inserito, non sappiamo per quale ragione, nel documento che servì da fonte per la stesura del Canone Reale.

## Liste reali
| W24 | T11 · Z7 | O50 | HASH |

| W24 | T11 · Z7 | O50 | HASH |

| W24 | T11 · Z7 | O50 | HASH |

| W24 | T11 · Z7 | O50 | HASH |

| W24 | T11 · Z7 | O50 | HASH |

| W24 | T11 · Z7 | O50 | HASH |

| W24 | T11 · Z7 | O50 | HASH |

| W24 | T11 · Z7 | O50 | HASH |

## Cronologia
| Periodo                    | Dinastia | periodo di regno                            |
| Secondo periodo intermedio | XIV      | tra il 1720 a.C. e il 1630 a.C. (± 50 anni) |

| predecessore: Seth... | Signore del Basso e dell'Alto Egitto | successore: Hor... |

| Dinastie contemporanee | Capitale |
| XIII                   | Ity Tawy |